# Actress: Birth of the New York Dolls
Actress: Birth of the New York Dolls – album zespołu Actress składający się z próbnych nagrań których muzycy dokonali w 1972.

## Lista utworów
1. "That's Poison" (Actress) – 5:06
2. "I Am Confronted" (Actress) – 5:51
3. "It's Too Late" (Actress) – 4:44
4. "Oh Dot!" (Actress) – 4:01
5. "I'm a Boy, I'm a Girl" (Actress) – 5:26
6. "Coconut Grove" (Actress) – 4:10
7. "Take Me to Your Party" (Actress) – 4:12
8. "Oh Dot! (Take 2)" (Actress) – 3:21
9. "It's Too Late (Take 2)" (Actress) – 3:25
10. "We Have Been Through This Before" (Actress) – 4:14
11. "Why Am I Alone?"(Actress) – 3:44

## Skład
- Johnny Thunders – wokal, gitara
- Rick Rivets – gitara
- Arthur Kane – gitara basowa
- Billy Murcia – perkusja